# Алтенкирхен
 Тази статия е за града в Германия.  За окръга вижте Алтенкирхен (окръг).  
Алтенкирхен (на немски: Altenkirchen) е град във Вестервалд, Рейнланд-Пфалц, Германия, с 6221 жители (2015).
Алтенкирхен е споменат за пръв път през 1131 г. в документ на папа Инокентий II. На 16 декември 1314 г. крал Лудвиг Баварски дава на Алтенкирхен права на град. Алтенкирхен е от 1636 до 1803 г. столица на Графството Сайн-Алтенкирхен.